# Doce apóstoles de Irlanda

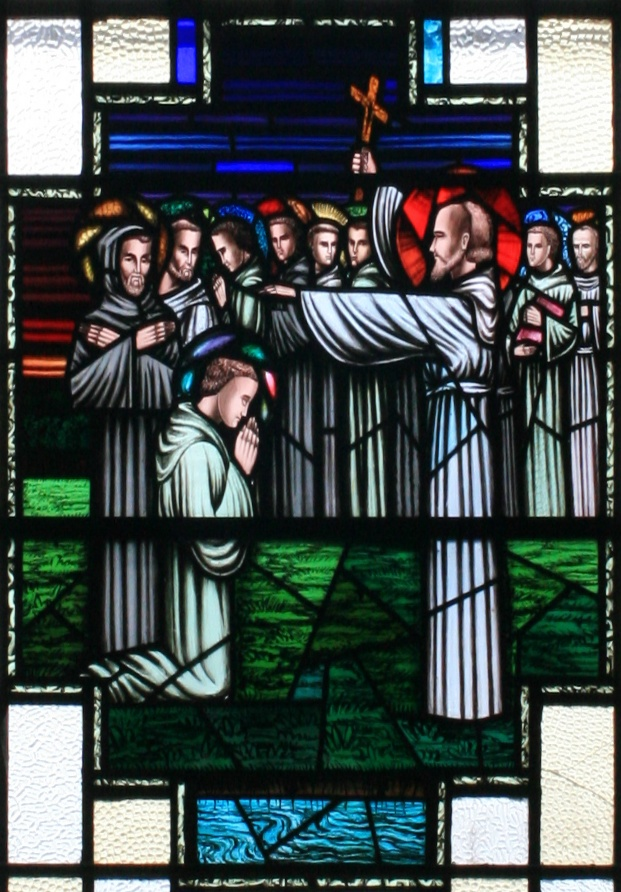
Vitral de San Finnian de Clonard bendiciendo los Doce Apóstoles.

Los doce apóstoles de Irlanda (en inglés: Twelve Apostles of Ireland; en irlandés: Dhá Aspal Déag na hÉireann) fueron doce monjes irlandeses del siglo VI que estudiaron bajo Finnian de Clonard en la abadía de Clonard. Se dice que alrededor de tres mil personas estudiaron bajo la tutela de Finnian de Clonard pero solamente los doce más destacados son conocidos como apóstoles, los cuales fueron todos canonizados: 
- Brandán de Birr
- Brandán de Clonfert
- Cainnech de Aghaboe
- Ciarán de Saigir (en algunas tradiciones, sustituido por el propio Finnian de Clonard)[2]
- Ciarán de Clonmacnoise
- Columba de Terryglass
- Columba de Iona
- Laisrén mac Nad Froích
- Mobhí Clárainech
- Ninnidh
- Ruadhán de Lorrha
- Senán mac Geirrcinn